# Unio crassus
Mulette épaisse
Espèce
Statut de conservation UICN

 EN A2ce : En danger
Unio crassus, la Mulette épaisse (nom vernaculaire officiel), aussi parfois dénommée Moule de ruisseau, Petite moule d'eau douce ou Moule d'eau douce commune, est une espèce de mollusques d'eau douce bivalves de la famille des Unionidae.
Cet animal filtreur du groupe des naïades joue un rôle important dans l'épuration des cours d'eau et l'aération du sédiment superficiel.
Ce mollusque a une espérance de vie de 20-30 ans en zone tempérée, et vit jusqu'à environ 90 ans dans les régions froides d'Europe du Nord. Il est en forte régression et a déjà disparu d'une grande partie de son aire naturelle de répartition.

## Habitat
Les fonds de ruisseaux et de fleuves sableux, sablo-limoneux ou vaseux lui conviennent, y compris en coexistant avec Margaritifera margaritifera (vis-à-vis de laquelle il ne semble pas y avoir de compétition), mais cette espèce ne semble vivre qu'à assez basse altitude (du niveau de la mer à environ 300 m en France).
La mulette épaisse préfère toutefois les eaux lentiques plus eutrophes (riches en nitrates et assez riches en calcium) tout en y délaissant souvent les sections sans courant.
On trouve cette espèce à des profondeurs variant de 10 cm à plusieurs mètres de profondeur (le milieu ne doit en outre pas être asséché en été, ni exposé un une sédimentation excessive).
Elle apprécie qu'il y ait un peu de turbulence au-dessus du fond (le plancton et les micro-débris organiques sont alors sans cesse remis en suspension, et il existe des zones de calme relatif en cas de crue).
Les juvéniles sont vulnérables à la pollution de l'eau (et notamment à un excès en nitrates, phosphate, calcium ou en présence d'une DBO élevée) or, une nouvelle forme de pluies acides tend à l'augmenter, due à une pollution croissante par les NOx, convertis en nitrates par contact avec la pollution par l'ozone. Ces nitrates directement apportés au milieu par la pluie contribuent d'une part à l'eutrophisation des cours d'eau, mais aussi à une acidification des eaux douces peut être préjudiciable aux mulettes, notamment lors de leurs premiers stades de vie.
Les adultes sont plus tolérants avec comme valeurs guides :
- un pH compris entre 5 et 9[1]
- un taux d'oxygène dissous évoluant entre 1,7 et 17,2 mg/l[1]
- un taux de nitrates dépassant 0,1 mais inférieur à 8 mg N/l[1]
- une teneur en calcium comprise entre 0,7 et 75 mg Ca/l[1]

## Répartition
C’est une espèce autochtone en :
- Allemagne : elle est considérée comme en danger critique d'extinction[4] et elle a disparu dans ce pays d'au moins 90 % des territoires où sa présence était autrefois connue.
- Belgique
- Croatie
- Finlande : présente dans le sud du pays, où l’espèce est néanmoins classée vulnérable
- France : elle semble avoir totalement disparu du grand sud-ouest du pays[5],[6], mais semble présente dans la Seine à Paris[7]
- Pays-Bas : l'espèce y est au moins localement éteinte et probablement éteinte dans le pays (elle n'a pas été revue vivante depuis 1968)[8],[9]
- Pologne : l'espèce y est classée "en danger" [10]
- Slovaquie : l'espèce serait "menacée"[11]
- Suède : l'espèce est classée "très rare"[12]
- République tchèque : menacée de disparition[13],[14]et classée en mauvais état de conservation[15] en Bohème et en Moravie[16].

## Alimentation
Elle est mal connue aux stades juvéniles et même adulte. A priori, l'adulte se nourrit en filtrant de l'eau dans la colonne d'eau et consomme probablement des algues filamenteuses, des bactéries, des protistes et de divers particules détritiques en suspension dans l'eau, mais il est possible que le stade juvénile se nourrisse souvent, au sein même du sédiment, d'une manière encore inconnue ; au stade précoce ils pourraient racler les biofilms bactériens présents sur les grains du sédiment, les racines, les bois morts, etc., évoluant progressivement vers un stade totalement filtreur.

## Description
La coquille est ellipsoïdale à ovoïde (parfois plus ou moins rhombiforme) avec une partie postérieure nettement plus allongée que la partie antérieure, sans dimorphisme sexuel.
Son sommet (dit umbo) est aplati, et garni de ridules caractéristiques (mais l'umbo est souvent érodé).

Valve droite.

Les valves sont très épaisses et couverte d'un périostracum (épiderme recouvrant les valves) souvent brun foncé. Les deux valves sont reliées entre elles par une charnière bien marquée (côté interne de la coquille). Le ligament est court et bien visible. Deux dents cardinales coniques (bien séparées) sont également caractéristiques, sur la valve gauche ainsi qu'une dent cardinale unique et conique sur la valve droite. Cette dernière est bien marquée chez Unio crassus (ce qui permet de différencier cette espèce de la moule perlière qui n'en possède pas).
La coquille est brun foncé à noire avec souvent des zones d'un vert bouteille. Elle est ornée de stries d'accroissement régulièrement disposées et bien marquées (tant sur la coquille que sur le périostracum). La nacre visible à l’intérieur des valves est blanche, bleutée ou légèrement rosée.
La coquille d'un individu adulte mesure généralement de 50 à 70 mm de long (et parfois jusqu'à 97 mm) ; sa hauteur de 23 à 33 mm et son épaisseur de 25 à 35 mm.

### Confusions possibles
Elles peuvent concerner :
- Potomida littoralis ;
- les autres espèces du genre Unio (surtout pour les individus encore jeunes) ;
- certains mollusques du genre Anodonta (qui peuvent être trouvés dans le même environnement que U. crassus).

## Reproduction et cycle de vie
Cette espèces présente des individus mâle et femelle (sans dimorphisme sexuel des coquilles). Le cycle de vie de la moule épaisse s'effectue en quatre périodes ou « stades » :
1. Glochidie : une larve protégée entre deux fines coquilles de forme allongée et mesurant en moyenne 220 x 195 μm[20],[21] (on peut en trouver de 9 000 à 100 000 dans les branchies d'une seule moule selon Bauer (2000)). Elle sera expulsée dans le milieu aquatique dès sa maturité (espèce dite « tachytictique ») ;
2. Stade parasitaire sur les branchies (ou parfois les tissus externes) du chabot (Cottus gobio) ou éventuellement de la truite fario (Salmo trutta) ou encore de la perche (Perca fluviatilis), du chevesne (Leuciscus cephalus), de la Vandoise (Leuciscus leuciscus), du rotengle (Scardinius erythrophthalmus), du gardon (Rutilus rutilus), voire de l'épinoche (Gasterosteus aculeatus), ou de l’épinochette (Pungitius pungitius) ou encore du vairon (Phoxinus phoxinus). Ainsi, au moins douze espèces de poissons (appartenant à cinq familles) sont connues pour pouvoir accueillir et transporter des larves parasites de cet Unio, mais il a été montré chez certaines de ces espèces (épinoche par exemple) que seules certaines lignées génétiques de poisson acceptent la larve de mulette épaisse, probablement à la suite de phénomènes de coévolution (dans ces cas, la présence de l'espèce dans un cours d'eau ne suffit donc pas à garantir qu'elle puisse y participer au cycle de vie de la mulette). Par ailleurs, certains poissons peuvent se « vacciner » contre la parasitose quand ils ont déjà été infestés, même par une autre espèce de mulette, c'est le cas du rotengle quand il a déjà porté des glochidies d’anodonte des rivières (Anodonta anatina)[21]. 
C'est à ce stade que les Unio peuvent se déplacer sur des distances éventuellement importantes, transportées par leur hôte ; au stades suivants, les individus semblent très peu mobiles ;
3. Stade juvénile ; il est mal connu : À ce stade, la mulette ressemble à de petits adultes et est facilement confondue avec ceux d’autres espèces. On ignore le taux de survie et la vitesse de croissance des juvéniles et le temps qu'il faut pour qu'ils deviennent adultes et sexuellement matures. Leur écologie est également très peu connue, mais des juvéniles sont trouvés enfouis dans le sédiment jusqu’à 10 cm de profondeur[22], ce qui laisse supposer que l'espèce est à ce stade vulnérable à la pollution du sédiment.
4. Stade adulte : comme chez d'autres espèces proches, la durée de ce stade semble beaucoup varier selon le contexte climatique (elle est plus longue, de plusieurs décennies, dans les régions et pays froids).

### Période et durée de la reproduction
De manière générale, la reproduction serait « courte et printanière ». Mais la femelle peut ne pas frayer durant un an ou inversement frayer plusieurs fois (deux ou trois fois) lors d'une même saison de reproduction selon Hochwald (2000),,,. Le nombre de fraies diminue quand l'animal vieillit.

### Fécondation
Le sperme est évacué dans l'eau par les siphons, emporté par le courant puis en partie filtré par les mulettes situées plus en aval, permettant la fécondation. Les œufs seront incubés (le temps du développement en glochidies) dans un organe dit marsupium (quatre branchies modifiées).

### Incubation
On ignore encore la durée d’incubation des embryons, qui varie sans doute avec la température de l'eau, température qui peut quand elle s'élève brusquement déclencher l'expulsion des glochidies. La larve dispose sur sa bordure ventrale de crochets recouverts de petites dents lui permettant de s'accrocher sur les téguments d'un hôte (poisson) ; il s'agit généralement des branchies.

## État des populations, pressions, menaces
Comme la moule perlière, cette espèce semble avoir beaucoup régressé depuis la révolution industrielle, dans presque toute l'Europe.
Par exemple, en Wallonie après 1950, on ne la trouve presque uniquement au sud du sillon Sambre-et-Meuse et il n'en resterait pas plus de 50 000 individus pour toute la Wallonie.
Sa vitesse du déclin semble encore plus rapide que pour la moule perlière (« en raison d’une espérance de vie plus limitée »). Elle cesserait de se reproduire quand sa densité de population diminue et, à la différence de la moule perlière, elle ne peut devenir hermaphrodite.
Le colmatage des fonds, notamment par des sédiments toxiques est une menace importante pour l'espèce, de même que la pollution de l'eau par certains pesticides et divers perturbateurs endocriniens et la disparition de zones d’ombre sous les végétations herbacées rivulaires (taillis, ripisylves) qui régulent la température du milieu, diminuent le risque d’eutrophisation et la présence de biofilms d'algues filamenteuses.
Il est possible que la moule zébrée (Dreissena polymorpha, espèce exotique envahissante dont les populations croissent dans de nombreux pays) entre en compétition avec les Unios, ce qui a été démontré sur plusieurs grands bivalves nord-américains et est soupçonné en Europe là où des grappes de moule zébrée sont trouvées accrochées sur la partie de coquille de grands bivalves émergeant du sédiment (la moule zébrée ne s'accroche que sur des substrats durs). Elle est fixée autour et à proximité des siphons inhalants et exhalants des mulettes, ce qui a priori prive prive ces dernières d'une partie de la nourriture qu'elles pourraient normalement capter.
Localement l'amélioration de certains paramètres de la qualité de l'eau semble pouvoir permettre une stabilité voire un certain retour de l'espèce, dont en Alsace en 2010 ou dans la Seine à Paris en 2024.
Dans certaines régions, cette espèce ou des espèces proches font l'objet d'un plan de restauration ou de projets de restauration dont par exemple en région Île-de-France.

## Statut de protection
Cette espèce figure à l’annexe II de la directive 92/43 du 21 mai 1992 sur la protection des habitats et des espèces. Les zones appropriées à sa survie doivent donc être désignées comme zones spéciales de conservation destinées à faire partie du réseau Natura 2000 et faire l’objet des mesures de préservation et si nécessaire d'une gestion restauratoire.
L’espèce est également reprise à l’annexe V de cette même directive, ainsi qu’à l’annexe III de la Convention de Berne (ses éventuels prélèvements doivent être limités pour garantir la survie de ses populations).
L'espèce est protégée dans certains pays (par exemple en France où elle a fait l'objet d'une réglementation nationale) ou dans certaines régions (par exemple en Belgique, où l'espèce est protégée par la législation wallonneà tous les stades de son développement, ainsi que ses sites de reproduction et habitats naturels).

## Suivi des populations
Un tel suivi environnemental et une cartographie dynamique de l'espèce sont utiles et nécessaires à l'étude de la dynamique des populations et parce que l'espèce est bioindicatrice. Il peut être assuré selon des protocoles scientifiques ; généralement :
- par l'étude du fond au moyen d'une caméra et d'un bathyscope, plutôt en été et en période d’étiage ;
- par l'étude des coquilles ou restes de coquilles déposées sur berges après une crue. Mais leur présence ne signifie cependant pas qu'il reste des adultes vivants ; les coquilles anciennes peuvent avoir été conservées puis à nouveau exposées dans le sédiment ou dans les berges. Ces coquilles peuvent aussi avoir été apportées de l'amont lors de crues[17] ;
- par l'étude des coquilles fraichement laissées par les rats musqués sur leurs réfectoires quand ils se nourrissent (en hiver, essentiellement) de la chair du mollusque (technique de capture-marquage-recapture) ;
- par des études in situ s'appuyant sur un marquage de coquilles de mollusques vivants (Par exemple : en Wallonie, 1400 individus ont ainsi été marqués individuellement pour être suivis tous les 3 ans (population témoin)).